# Kludde
Kludde is een fictieve figuur uit de Vlaamse en Zuid-Nederlandse folklore.

## Uiterlijk
Kluddes uiterlijk verschilt van verhaal tot verhaal. Hij wordt soms voorgesteld als een demon die verschillende gedaantes kan aannemen.
In sommige vertellingen wordt hij omschreven als een monsterlijke zwarte hond die zich op zijn achterste poten voorbeweegt. Hij kan ook de gedaante van een grote zwarte kat of gigantische zwarte vogel aannemen. Hoe sneller de passanten weglopen, hoe sneller het wezen hen op de voet volgt. Bovendien kan hij zich vergroten en verkleinen.
In andere verhalen is hij eerder een man die zich in een harige hondenhuid hult, waarmee hij doet denken aan de legende van de weerwolf.
In de strip Suske en Wiske stelde Vandersteen hem voor als een bebaard mannetje met een grote vissestaart.

## Karakter
Kludde is een kwelgeest die zich vaak onder bruggen of in holle bomen schuilhoudt en enkel 's nachts tevoorschijn komt. Wandelaars weten uitsluitend aan de hand van het geluid dat hij maakt, dat hij eraan komt. Kludde rammelt namelijk met een ketting die hij verplicht is aan zijn linkerenkel te dragen.
Als hij eenmaal zijn komst heeft laten merken, springt hij de nietsvermoedende voorbijganger in zijn of haar nek. Deze is dan verplicht hem de rest van de nacht op zijn of haar rug te dragen. Als de dag weer aanbreekt of de voorbijganger zijn bestemming bereikt verdwijnt Kludde weer.
Kludde laat zijn gedaantes afhangen van de situatie. Zo kan hij zich in een normale kat veranderen die door meelijvolle voorbijgangers wordt benaderd, met alle gruwelijke gevolgen van dien.
In Aalst werd hij Kledden genoemd. Hij woonde in de Dender, de Aalstenaars wisten hem te verjagen richting Dendermonde.
Als grote zwarte vogel vliegt hij 's nachts over boerderijen en wekt iedereen met zijn kreet: "Kludde, Kludde, Kludde, Kludde".

## Bestrijding
Kludde was een onoverwinnelijk wezen. Als men hem eenmaal tegenkwam viel er niet aan hem te ontsnappen. Toch zijn er ook enkele verhalen waarin hij verslagen wordt:
- In Schelle kwam Kludde eens spoken in de buurt van een boerderij. Toen dit enkele nachten achter elkaar bleef voorvallen besloot de plaatselijke slager op de bewuste boerderij te overnachten. Toen Kludde die nacht weer met zijn ketens kwam rammelen en iedereen de stuipen op het lijf joeg liep de slager naar de deur. Toen hij hem opende bleek Kludde in het deurgat te staan. Onbevreesd stak de slager een mes in Kluddes buik, waarna de demon jammerend op de vlucht sloeg en nooit meer naar het huis terugkeerde.
- Er bestaat in Wichelen een legende waarin een vrouw een doek in Kluddes bek smeet om hem af te schudden. 's Anderendaags bleek een van de knechten in het dorp vezels van dat doek tussen zijn tanden te hebben, waardoor de dorpsbewoners hem meteen als Kludde konden identificeren.
- Andere verhalen duiden bidden als een manier aan om aan het wezen te ontsnappen.
- In een verhaal uit de omgeving van Limburg werd Kludde ooit gevangen en vervolgens met een haak opgehangen in een viswinkel.

## Woonplaats
Kludde wordt geassocieerd met de Scheldestreek; Dendermonde en andere dorpen in Oost-Vlaanderen, maar ook in de omgeving van Antwerpen, zoals Hemiksem en Schelle bestaan er verhalen. In de gemeente Wichelen bestaat er zelfs een Kluddepad. Eveneens is Kludde gekend in de streken rond Dilbeek, Zemst en Zemst-Laar in Vlaams Brabant, daar huist hij in de vroegere moerassen, bossen, weilanden en de Zenne. Kludde draagt daar de naam Kleudde en heeft ook enkele jaren symbool gestaan voor een lokaal Metalfestival te Zemst-Laar en later in Weerde. Een Breendonkse variant zegt dat Kludde, nà nachtelijke wandelaars op de rug te zijn gesprongen, steeds maar zwaarder wordt. Tot de arme wandelaar, die zich niet van de kwelgeest kan ontdoen, er dood bij neervalt.

## In populaire cultuur
- Jef Elbers maakte begin jaren zeventig het liedje 'Kleudde'.
- Tijdens de jaren zeventig en tachtig was er een volksdansgroep in Wichelen genaamd "Kludde".
- Kludde was in de jaren tachtig ook de naam van een Belgisch platenlabel dat new beat singles uitbracht.
- Zoals zoveel andere Vlaamse folkloristische figuren dook ook Kludde op in de strip Suske en Wiske, met name in de albums de zwarte madam, Amoris van Amoras, de stuivende stad, Het gewiste Wiske en De anonieme alchemist. In de reeks werkt hij vaak samen met Lange Wapper. In de albums is het echter juist Lange Wapper die in een kat kan veranderen.
- Ook in een album van de strip De Rode Ridder duikt Kludde op als waterdemon die verschillende gedaantes kan aannemen.
- Kludde verscheen ook in de verhalen over Jan zonder Vrees (1910) door Constant de Kinder en in de gelijknamige Vlaamse tekenfilmbewerking (1984) door Jef Cassiers.
- Kludde is ook de naam van een Vlaamse blackmetalgroep.
- In 1977 werd in het Antwerpse Zandvliet aan het Schelde-Rijnkanaal een sea-scouts groep, de 80e FOS, opgericht die tevens de naam Kludde draagt.
- In het boek the headless horseman (Original 2021) van Christina Henry vertelt een oude dorpeling over de Kludde als oorsprong van de gebeurtenissen.

## Meer informatie
- Een voorbeeld van een Kludde-verhaal: http://home.tiscali.be/legendes/Vlaamsbrabant/Dilbeek/kleudemansbeek.htm
- Een collectie verhalen over Kludde https://web.archive.org/web/20070928100844/http://www.volksverhalenbank.be/zoeken/zoeken_Trefwoord.cfm?Trefwoord=kludde